# Erik Sarlin
Johan Erik Sarlin, född 10 juli 1906 i Pargas, död 15 april 1975 i Helsingfors, var en finländsk industriman. Han var son till Emil Sarlin. 
Sarlin blev diplomingenjör 1930, anställdes vid Pargas Kalkbergs Ab 1946, efterträdde fadern som verkställande direktör 1955 och pensionerades 1972. Under hans tid i företagets ledning utvidgades såväl anläggningarna som produktsortimentet; bland annat inleddes produktion av betongelement. Han tilldelades bergsråds titel 1957 och blev teknologie hedersdoktor 1968.